# Kristal (halfgeleider)

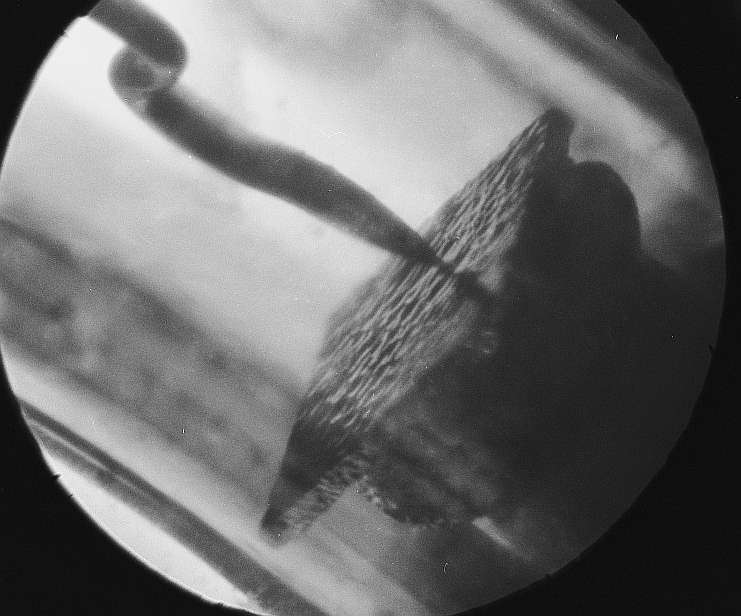
Het kristal in een puntcontactdiode

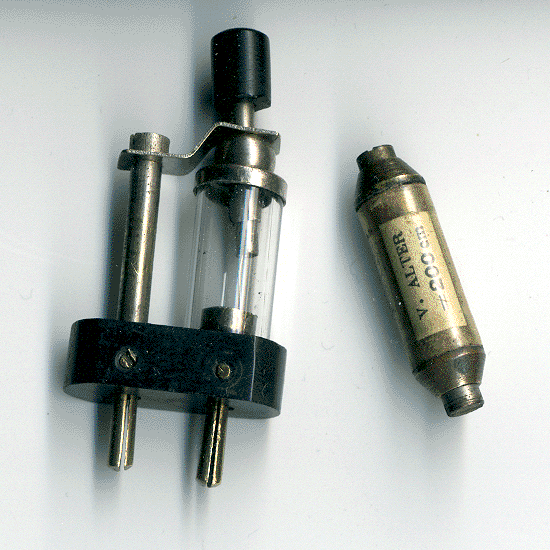
Een kristaldetector (links)

De basis van elke halfgeleidercomponent is het kristal van halfgeleidermateriaal. In het kristal wordt de elektronische functie van de component gerealiseerd. Het kristal is meestal in een omhulling gemonteerd die van aansluitpennen of -draden is voorzien. De interne verbinding tussen kristal en aansluitpennen wordt dan met minuscule bonddraden gemaakt. De externe aansluitpennen worden meestal via een printplaat door solderen met de andere componenten van de schakeling verbonden. Moderne technieken maken het mogelijk om het kristal rechtstreeks op de printplaat te solderen. 

## Geschiedenis
Met de ontdekking van het diode-effect door toevallige verontreinigingen in kristallen van onder andere galeniet (loodglans) begon de geschiedenis van de halfgeleiders. Bij het prikken met een scherpe punt op het kristal vond men specifieke plekken waar gelijkrichting optreedt, d.w.z. waar de elektrische geleiding hoofdzakelijk in één richting mogelijk is. Op dit effect berust de diodewerking. Aanvankelijk werd de kristaldetector op de markt gebracht: een handbediende diode waarbij de gebruiker met een klein hendeltje zelf naar een geschikte plek op het kristal op zoek moest gaan. Gaandeweg werd de werking van dit effect ontrafeld en kon gericht worden gewerkt aan fabricage van diodes, transistoren en alle volgende halfgeleiders. De verontreinigingen worden tegenwoordig nauwkeurig gedoseerd, waardoor de halfgeleidereigenschappen van het kristal binnen zeer nauwe grenzen vastgelegd kunnen worden. Hoewel in het begin echte, vrijgevormde kristallen werden gebruikt, hebben de kristallen van nu niet meer de regelmatige vormen van zulke kristallen.

## Materialen
De kristallen van het begin kenden het diode-effect slechts op specifieke plekken. Om het effect doelgericht te kunnen fabriceren zocht men naar materialen die geschikt zijn voor structurele verontreinigingen die het halfgeleidereffect opleveren. Het eerste materiaal dat werd gevonden, was germanium (Ge). Met germanium werden de eerste vaste diodes en later transistors gemaakt. Later vond men betere eigenschappen in het goedkopere silicium (Si), het materiaal waarvan veruit de meeste actieve halfgeleiders zijn vervaardigd. Verder zijn met name voor led-technologie allerlei kristallen van kunstig bedachte stoffen ontwikkeld, zoals galliumaluminiumarsenide (AlGaAs), aluminiumindiumgalliumfosfide (AlInGaP2), galliumarseenfosfide (GaAsP), galliumfosfide (GaP), galliumnitride (GaN), zinkselenide (ZnSe), siliciumcarbide (SiC) en indiumgalliumnitride (InGaN). Door deze verschillende stoffen is het mogelijk de kleur licht te bepalen die door het kristal wordt uitgezonden.